# EFQM-Assessor
EFQM-Assessoren sind Personen, die eine erfolgreiche Qualifizierung als Excellence Assessor der European Foundation for Quality Management (EFQM) absolviert haben, mehrere Jahre Managementerfahrung besitzen, fundierte Kenntnisse zum Thema Qualitätsmanagement haben, sowie eine sehr gute Teamfähigkeit nachweisen können.
Die Ausbildung kann z. B. bei der Deutschen Gesellschaft für Qualität absolviert werden.